# Князевка (Ермекеевский район)
Князевка (баш. Князевка) — деревня в Ермекеевском районе Республики Башкортостан Российской Федерации. Входит в состав Суккуловского сельсовета.

## География

### Географическое положение
Расстояние до:
- районного центра (Ермекеево): 23 км,
- центра сельсовета (Суккулово): 5 км,
- ближайшей ж/д станции (Приютово): 54 км.

## Население
| 2002 | 2009 | 2010 |
| ---- | ---- | ---- |
| 83   | ↘78  | ↘59  |

Национальный состав
Согласно переписи 2002 года, преобладающие национальности — башкиры (53 %), татары (46 %).